# 인디언 포커
인디언 포커 혹은 장님놀이, 스큐 포커, 오클라오마 이마, 인디언 머리(Indian poker, Blind man's bluff, squaw poker, Oklahoma forehead, Indian head)는 포커의 한 종류로 플레이어는 자신이 가지고 있는 패를 보지 못하고 상대의 패를 보고 게임을 진행해야 하는 특징이 있다.
이 게임에서는 일반적으로 카드의 숫자가 높은 쪽이 이긴다. 각 플레이어는 카드를 자신이 보지 못하게 인디언처럼 이마에 들어올리고 상대의 패를 보고 자신의 카드가 몇인지 추정하며 딜링을 하게 되며 베팅이 끝나면 카드를 내려 어느 쪽이 카드가 높은지 확인하고 이긴 쪽이 게임 판에 올려진 베팅 액수를 가져간다. 그 후 베팅 라운드 마다 계속해서 반복해서 베팅하게 된다.
그 외 스터드 포커의 변형판이 있다. 이 게임은 스터드 포커의 원래 규칙과는 달리 홀 카드는 자기에게는 보이지 않고 다른 플레이어에게는 보여주게 된다.  2004 월드 시리즈 오브 포커 중 ESPN이 텍사스 홀덤의 인디언 포커형 변형판을 선보인 바가 있다. 인디언 포커는 미국 중부에서 일반적으로 "오클라오마 이마"라고 불린다.
2010년 10월, 패디파워포커닷컴 아일랜드 윈터 페스티벌에서 인디언 포커 세계 대회가 처음으로 열렸다.
대한민국에선 방송 프로그램 더 지니어스를 통해 널리 알려진 바가 있다.